# La momia (película de 1999)
La momia (originalmente en inglés: The Mummy) es una película de aventuras estadounidense de 1999, rodada, escrita y dirigida por Stephen Sommers e interpretada por Brendan Fraser, Rachel Weisz, John Hannah, Oded Fehr y Kevin J. O'Connor, con Arnold Vosloo en el papel principal como la momia reencarnada. En la película destaca el diálogo en la lengua antigua egipcia, hablada con la ayuda de un egiptólogo profesional. Esta película es una nueva versión de la de 1932 del mismo nombre con Boris Karloff en el papel principal. Al principio se pensó que fuera la parte de una serie de películas de terror de bajo presupuesto, sin embargo, más tarde esta película de aventura se convirtió en un éxito de taquilla.
El rodaje comenzó en Marrakech, Marruecos, el 4 de mayo de 1998, durando diecisiete semanas; el equipo tuvo que aguantar la deshidratación, tormentas de arena, y las serpientes mientras filmaban en el Sáhara. Los efectos visuales fueron producidos por la empresa Industrial Light & Magic, que mezcló la película e imágenes generadas por ordenador para crear a la momia. Jerry Goldsmith compuso la banda sonora.
La momia se estrenó el 7 de mayo de 1999, recaudando 43 millones de dólares en bruto en 3210 cines; la película continuó recaudando 416 millones de dólares por todo el mundo. La recepción de la película fue dividida, con críticas que o bien elogian la película, o bien se quejan de los efectos especiales, la naturaleza de los personajes, el guion y los bandidos estereotipados. El éxito de taquilla condujo a una secuela en 2001: The Mummy Returns, así como La momia: La serie animada y la precuela El rey Escorpión. Otra secuela, La momia: la tumba del emperador Dragón se estrenó el 1 de agosto de 2008. Universal Studios también abrió una montaña rusa, La venganza de la momia, en 2004. Las secuelas y las novelas fueron escritas por Max Allan Collins.

## Argumento
En el año 1290 a. C., en el Antiguo Egipto, se alza la ciudad de Tebas la Capital de los vivos, donde reina el faraón Seti I. Entre sus súbditos se encuentra Imhotep, el sumo sacerdote del Templo de Tebas y el Guardián de la muerte, quien mantiene un romance con Anck-Su-Namun, la concubina predilecta del faraón. Una noche, Seti descubre la traición, por lo que ambos lo matan. Imhotep huye del lugar luego del arribo de los Medjay, la guardia del faraón, mientras Anck-Su-Namun se suicida, a sabiendas de que el sacerdote tiene la capacidad de resucitarla. Por la noche, Imhotep y sus sacerdotes profanan la cripta y roban el cuerpo de Anck-Su-Namun, al que trasladan hasta Hamunaptra la Ciudad de los muertos, donde llevarán a cabo el ritual. 
Sin temer a la furia de los dioses, Imhotep termina robando el Libro de los muertos de su recinto sagrado. Con los órganos de Anck-Su-Namun removidos del cuerpo y depositados en cinco vasijas sagradas, el ritual llega al punto en que el alma regresa a la vida, pero en ese instante irrumpen los Medjay, quienes los habían seguido. El espíritu de la mujer vuelve al otro mundo, mientras que Imhotep y compañía son arrestados y condenados a ser momificados vivos. Por haber cometido tal sacrilegio y por el asesinato del faraón, el sumo sacerdote es condenado a soportar la maldición del «Hom Dai», la peor de las maldiciones, tan terrible que nunca se había practicado. Momificado, con la lengua cortada y condenado a vivir eternamente, Imhotep es colocado en un sarcófago con un enjambre de escarabajos carnívoros. El ataúd es sellado con una llave única y sepultado debajo de los pies de una estatua de Anubis. Los Medjay son conscientes de que deberán cuidar el lecho por toda la eternidad, porque en el caso de que Imhotep sea liberado, traerá consigo las diez plagas de Egipto.       
En 1923, en las ruinas de Hamunaptra se encuentra un batallón de la Legión Extranjera francesa, que entre sus filas tiene a Rick O'Connell, un estadounidense que resulta ser el único sobreviviente de un enfrentamiento contra un ejército árabe. Perdido en el desierto, Rick lleva consigo un descubrimiento: una pequeña caja cuya función aparentemente solo es albergar dentro un mapa, que sirve de guía para regresar a Hamunaptra. Tres años después, la acción pasa a El Cairo y se centra en Evelyn Carnahan, una bibliotecaria y aspirante a egiptóloga. Su hermano, Jonathan, es un arqueólogo aficionado que ha robado la caja y el mapa a Rick, quien ahora está preso y sentenciado a morir en la horca. Evelyn convence a Jonathan de localizarlo y liberarlo, para que los conduzca a la ciudad maldita. 
A los pocos días, el trío emprende una expedición hasta Hamunaptra y, en el trayecto, se cruzan con un grupo de cazarrecompensas estadounidense, guiado por Beni Gabor, un ambicioso y cobarde excompañero de armas de Rick. Una vez allí, se enfrentan con Ardeth Bay, líder de una tribu de guerreros descendientes de los Medjay, quien les advierte que se alejen del lugar. Ambos cuerpos expedicionarios hacen caso omiso y continúan las excavaciones. Si bien el objetivo de Rick y compañía es encontrar el Libro de Amón-Ra, hecho de oro puro, en su lugar terminan desenterrando el sarcófago de Imhotep. A su vez, el grupo de estadounidenses hallan el Libro de los muertos, junto con las vasijas sagradas que contienen los órganos conservados de Anck-Su-Namun. Evelyn aprovecha mientras duermen para sustraer el texto funerario y lee un conjuro en voz alta, por lo que inintencionadamente despierta a Imhotep. Tras ser atacados, los miembros de ambas expediciones regresan a El Cairo, pero la momia los sigue con ayuda de Beni, quien accede a servirla a cambio de oro. Al matar a los cazatesoros del equipo de Beni, Imhotep se regenera y trae consigo las diez plagas de Egipto.
Rick, Evelyn y Jonathan se encuentran con Ardeth en un museo, y plantean la hipótesis de que Imhotep quiere resucitar a Anck-Su-Namun usando a Evelyn de sacrificio. La bibliotecaria cree que si el Libro de los muertos devolvió la vida al sumo sacerdote, el Libro de Amón-Ra puede quitársela, así que deduce dónde podría ubicarse este en las ruinas de Hamunaptra. En ese momento, Imhotep aparece en escena y los acorrala con su ejército de esclavos. Evelyn acepta acompañarlo si perdona a sus amigos; aunque Imhotep no cumple su palabra, Rick, Jonathan y Ardeth logran escapar. El trío los siguen hasta Hamunaptra, donde localizan el Libro de Amón-Ra. Tras derrotar a las momias reanimadas de los sacerdotes de Imhotep, Rick interrumpe el ritual y salva a Evelyn de una muerte segura. Esta lee un extracto del Libro de Amón-Ra y convierte en mortal a Imhotep, por lo que Rick lo mata. Entre tanto, Beni activa por accidente el sistema de autodestrucción de la ciudad mientras roba riquezas, intenta seguir a Rick pero queda atrapado y al final es asesinado por un enjambre de escarabajos carnívoros cuando Hamunaptra se derrumba en la arena. Ardeth se despide de Rick, Evelyn y Jonathan, y el trío se aleja cabalgando en un par de camellos, cargados con el tesoro de Beni.

## Personajes
- Rick O'Connell: Es un aventurero estadounidense, ex soldado de la Legión Extranjera Francesa, que peleó por llegar a Hamunaptra siendo el único superviviente junto con Beni. Por alguna razón va a dar a la cárcel (la única explicación que le dio a los guardias en prisión fue "solo buscaba diversión"), termina sentenciado a la horca, de la que es salvado por Evelyn, quien también quiere llegar a la ciudad perdida. Desde entonces se embarca con ella y su hermano Jonathan. Es claro desde el principio que a Rick le gusta Evelyn. O´Connell es un tipo muy aguerrido, gracioso y valiente. Es interpretado por el actor Brendan Fraser. El productor James Jacks ofreció antes el papel de Rick O’Connell a Tom Cruise, Brad Pitt, Matt Damon y Ben Affleck pero los actores o no estaban interesados o no podían estar en forma a tiempo.[2] Jack y el director Stephen Sommers se quedaron impresionados con el resultado que había obtenido George of the Jungle en taquilla y finalmente eligieron a Brendan Fraser.[2] Sommers también comentó que Fraser le pareció el apropiado para el papel de Errol Flynn aventurero en el que había pensado. El actor comprendió que su personaje «no podía tomárselo demasiado en serio, si no la audiencia no podría divertirse durante el viaje con él».[3]

- Evelyn Carnahan: Es una bibliotecaria británica, aspirante a egiptóloga, que trabaja en El Cairo y tiene un hermano llamado Jonathan. Junto a este último descubre una cajita y decide rescatar a Rick de morir en la horca para que los conduzca a Hamunaptra. Es una apasionada de la Egiptología, muy culta e inteligente. Aunque en un principio desprecia a Rick, criticándolo al encontrarlo sucio, desagradable y mal educado, después de la segunda impresión comienza a gustarle mucho, hasta que entre ambos nace el verdadero amor. El personaje de Evelyn es interpretado por Rachel Weisz. En una entrevista la actriz reconoció que no le fue difícil aprender egipcio antiguo, ya que como nadie sabía como sonaba realmente, se tomaron la libertad de crearlo.[4]

- Imhotep: Es el Sumo Sacerdote condenado a no morir por toda la eternidad; cuando es despertado de su infierno como una momia, decide resucitar a su amada Anck-Su-Namum, matando a todos los que robaron las vasijas que contenían sus órganos para poder él regenerarse por completo. Es astuto y aunque parece descorazonado lo único que quiere es resucitar a su amada, aunque sus métodos no sean los más adecuados. El papel es interpretado por Arnold Vosloo.

- Jonathan Carnahan: Es un carismático arqueólogo aficionado, quizás un poco vago y algo cobarde, pero se puede contar con él. Es un joven de espíritu libre y siempre se mete en líos, aunque nunca graves, pues su tendencia a los excesos en especial mujeres y riquezas, es solo ligera. Es quien encuentra la caja y se la muestra a su hermana. Jonathan se embarca en la aventura con ella no muy convencido, principalmente por el posible tesoro que puede proporcionarles la aventura, y que en verdad logran. Para él lo primero es defender a Evelyn y más tarde a su sobrino. Es interpretado por John Hannah.
- Beni Gabor: Es un excompañero de armas de O'Connell, que huyó al primer disparo contra los Árabes dejando a Rick abandonado a su suerte (incluso cierra una puerta impidiendo que este pueda ocultarse de los enemigos). Más tarde aparece como guía de los estadounidenses. Es muy cobarde y traicionero, lo que se demuestra cuando se une a Imhotep, a quien también acaba traicionando. Él roba una parte del tesoro de Hamunaptra e incluso logra escapar, sin embargo movido por su codicia vuelve a la ciudad maldita en busca de más tesoro, donde finalmente queda atrapado. Luego, es devorado por escarabajos carnívoros. Interpretado por Kevin J. O'Connor.

- Anck-Su-Namum: Es la amada del Sumo Sacerdote Imhotep, una hermosa mujer con propósitos definidos. Ella se suicidó cuando mató a su futuro esposo el Faraón Seti I, pues él la eligió para que fuera su concubina favorita, pero ella desafío su destino debido a que se enamoró de Imhotep. Es interpretada por Patricia Velásquez.

- Ardeth Bay: Es un viajero egipcio y el líder de los guerreros descendientes de los Medjay, quien les advierte a los expedicionarios que no sigan. Sin embargo cuando se da cuenta de que Imhotep es revivido trabaja para devolverlo al mundo de los muertos, decide unírseles y ayudarlos. Es algo místico y naturalmente sabe mucho sobre Egipto. Interpretado por Oded Fehr.

## Estrenos
| País                 | Estreno                           |
| -------------------- | --------------------------------- |
| Estados Unidos       | Viernes, 7 de mayo de 1999        |
| Alemania             | Jueves, 3 de junio de 1999        |
| Israel               | Jueves, 10 de junio de 1999       |
| México               | Viernes, 11 de junio de 1999      |
| Venezuela            | Miércoles, 16 de junio de 1999    |
| Singapur             | Jueves, 17 de junio de 1999       |
| Turquía              | Viernes, 18 de junio de 1999      |
| Japón                | Sábado, 19 de junio de 1999       |
| Argentina            | Jueves, 24 de junio de 1999       |
| Australia            | Jueves, 24 de junio de 1999       |
| Hungría              | Jueves, 24 de junio de 1999       |
| Dinamarca            | Viernes, 25 de junio de 1999      |
| Reino Unido          | Viernes, 25 de junio de 1999      |
| Irlanda              | Viernes, 25 de junio de 1999      |
| Noruega              | Viernes, 25 de junio de 1999      |
| Perú                 | Viernes, 25 de junio de 1999      |
| Malasia              | Jueves, 1 de julio de 1999        |
| Colombia             | Viernes, 2 de julio de 1999       |
| España               | Viernes, 2 de julio de 1999       |
| República de China   | Viernes, 2 de julio de 1999       |
| Kuwait               | Miércoles, 7 de julio de 1999     |
| Islandia             | Viernes, 9 de julio de 1999       |
| Panamá               | Viernes, 9 de julio de 1999       |
| Suecia               | Viernes, 9 de julio de 1999       |
| Corea del Sur        | Sábado, 10 de julio de 1999       |
| Chile                | Miércoles, 14 de julio de 1999    |
| Países Bajos         | Jueves, 15 de julio de 1999       |
| Finlandia            | Viernes, 16 de julio de 1999      |
| Portugal             | Viernes, 16 de julio de 1999      |
| Bélgica              | Miércoles, 21 de julio de 1999    |
| Francia              | Miércoles, 21 de julio de 1999    |
| Hong Kong            | Jueves, 22 de julio de 1999       |
| República Dominicana | Jueves, 22 de julio de 1999       |
| Ecuador              | Viernes, 30 de julio de 1999      |
| Estonia              | Viernes, 30 de julio de 1999      |
| Polonia              | Viernes, 30 de julio de 1999      |
| Malta                | Miércoles, 4 de agosto de 1999    |
| Tailandia            | Miércoles, 11 de agosto de 1999   |
| Eslovaquia           | Jueves, 26 de agosto de 1999      |
| Brasil               | Viernes, 27 de agosto de 1999     |
| Italia               | Viernes, 27 de agosto de 1999     |
| Eslovenia            | Jueves, 2 de septiembre de 1999   |
| Grecia               | Viernes, 3 de septiembre de 1999  |
| Nueva Zelanda        | Jueves, 16 de septiembre de 1999  |
| India                | Viernes, 24 de septiembre de 1999 |

## Elenco y actores de doblaje
| Actor / Actriz    | Personaje             | Doblaje en España   | Doblaje en Hispanoamérica |
| ----------------- | --------------------- | ------------------- | ------------------------- |
| Brendan Fraser    | Rick O'Connell        | Juan Carlos Gustems | Salvador Delgado          |
| Rachel Weisz      | Evelyn Carnahan       | Nuria Mediavilla    | Mónica Manjarrez          |
| John Hannah       | Jonathan Carnahan     | José Posada         | Enrique Mederos           |
| Oded Fehr         | Ardeth Bay            | Salvador Vidal      | Gerardo Reyero            |
| Arnold Vosloo     | Imhotep               | ¿?                  | ¿?                        |
| Kevin J. O'Connor | Beni Gabor            | José Javier Serrano | Roberto Mendiola          |
| Jonathan Hyde     | Dr. Allen Chamberlain | Claudi García       | Raúl de la Fuente         |
| Erick Avari       | Dr. Terence Bey       | Joaquín Díaz        | Ismael Larrumbe           |
| Bernard Fox       | Cap. Winston Havelock | José Mediavilla     | Esteban Siller            |

## Producción

### Orígenes
En 1992, el productor James Jacks decidió llevar a cabo el proyecto de La Momia para la década de 1990. Universal Studios le dio luz verde al proyecto, pero solo si el presupuesto fuese de alrededor de 10 millones de dólares. El productor recuerda que los estudios "esencialmente quisieron una película de horror de bajo presupuesto"; en respuesta, Jacks reclutó al cineasta/escritor de terror Clive Barker para dirigir. La visión de Barker para la película era violenta, con una historia que giraba alrededor del jefe de un museo de arte contemporáneo que trataba de resucitar momias. Jacks dijo que Barker era "oscuro, sexual y lleno de misticismo", y que, "habría sido una gran película de bajo presupuesto". Después de varias reuniones, Barker y Universal perdieron interés en el proyecto. El cineasta George A. Romero fue contratado por su visión de una película de horror al estilo de la película de zombis La noche de los muertos vivientes, pero esto fue considerado demasiado tétrico por Jacks y el estudio, que querían algo más accesible.
Joe Dante era la siguiente opción, aumentando el presupuesto por su idea de Daniel Day-Lewis en el papel de una Momia melancólica. Esta versión (coescrita por John Sayles) sería ambientada en épocas contemporáneas, enfocando la reencarnación con los elementos de una historia de amor. Esto finalmente fue llevado a cabo con algunos detalles, como los escarabajos carnívoros, incorporados a la versión final. Sin embargo, en este punto, el estudio quiso una película con un presupuesto de 15 millones de dólares y la versión de Dante fue rechazada. Poco después, contactaron con Mick Garris para dirigir la película pero finalmente dejaría el proyecto, y ofrecieron la película a Wes Craven, pero la rechazó. Entonces, Stephen Sommers llamó a Jacks en 1997 con su visión de la Momia " como una especie de Indiana Jones o Jasón y los Argonautas con la momia como la criatura que pondría las cosas difíciles al héroe".